# Кік-джитсу
Кік-джитсу, Кік-джицу (кік-бокс і джиу-джитсу, англ. Kick Jitsu) — змішане єдиноборство, де велика увага приділяється самозахисту. Поєднує в собі джиу-джитсу (боротьба в стійці і партері), муай-тай (ударна техніка), Кік-джицу народилося в Бразилії, в результаті змагань чемпіонів джиу-джитсу і кік-, тай-боксерів між собою. Клас А — професійні поєдинки. Клас Б — любителі, змагання різного рівня, на яких прсвоюються розряди і звання.